# Bitwa pod Hemmingstedt
Bitwa pod Hemmingstedt – starcie zbrojne, które miało miejsce 17 lutego 1500. W bitwie tej chłopstwo z regionu Dithmarschen pokonało przeważające oddziały duńskiego króla Jana II Oldenburga oraz jego brata księcia Fryderyka Holsztyńskiego. Bitwa zagwarantowała faktyczną niepodległość chłopskiej republiki Dithmarschen na następne 59 lat i jest uznawana dzisiaj za najważniejsze wydarzenie historyczne tego regionu.

## Tło historyczne

### Roszczenia Holsztynu
Dithmarschen było regionem wiejskim z niewielką liczbą większych miast (np. Meldorf) i przewagą gospodarstw wiejskich. Od XIII w. jednostką organizacyjną w regionie były parafie.
Pierwotnie Dithmarschen należało do powiatu Niedersachsen (Dolna Saksonia). W późniejszych latach podlegało hrabiom miasta Stade. W roku 1144 hrabia Rudolf II von Stade piastował urząd hrabiego Dithmarschen. Miejscowe chłopstwo nie zawsze popierało swoich władców, a niektórzy hrabiowie ginęli nawet z rąk niezadowolonych chłopów.
W roku 1188 Dithmarschen ustanowiło swoim władcą biskupa Waldemara von Schleswig i oddało się pod patronat arcybiskupstwa Bremy. Po porażce Duńczyków w bitwie pod Bornhöved w roku 1227 Kościół bremeński umocnił swoją pozycję w regionie. Powodem dobrowolnej zależności od arcybiskupów Bremy było to, że byli oni słabszym przeciwnikiem aniżeli hrabiowie Holsztynu. Stosunek lenny do słabszego władcy był dla chłopów korzystniejszy. Dodatkowo chłopi nie zamierzali respektować umowy z Kościołem.

### Roszczenia króla duńskiego Krystiana I
Po śmierci księcia Adolfa Holsztyńskiego stany Szlezwiku-Holsztynu wybrały w roku 1459 Chrystiana I króla Danii, Norwegii i Szwecji na księcia Holsztynu. Król duński kontynuował roszczenia wobec powiatu Dithmarschen, który stał się jego głównym celem. Dnia 26 maja 1473 r. cesarz Fryderyk III odmówił Chrystianowi prawa lennego do Dithmarschen. Rok później jednak władca duński uzyskał prawa do tego regionu. W odpowiedzi na to mieszkańcy Dithmarschen przypomnieli sobie o ich przynależności do archidiecezji bremeńskiej, zwracając się o pomoc do papieża Sykstusa IV. Papież w roku 1477 uznał przynależność Dithmarschen do archidiecezji w Bremie. Rozpoczęły się długie i bezowocne rokowania. W końcu Fryderyk III cofnął prawa lenne królowi duńskiemu.
W roku 1481 zmarł Chrystian I. Jego synowie Jan II i Fryderyk podzielili między siebie księstwo Szlezwiku i Holsztynu, kontynuując roszczenia ojca do Dithmarschen. W roku 1499 Jan zażądał od mieszkańców powiatu dla siebie i swojego brata kwoty 15 000 marek rocznie, a także budowy umocnionych rezydencji w Meldorfie, Brunsbüttel i Eider. Żądania te zostały odrzucone. Przyczyniło się to do wybuchu konfliktu.

## Wojna pomiędzy Janem II a Dithmarschen

### Wybuch wojny
Wojnę rozpoczął król duński, regent szwedzki i norweski, po którego stronie, oprócz jego brata Fryderyka, stało rycerstwo Szlezwiku-Holsztynu oraz wojska hrabiego Adolfa i Ottona Oldenburgów. Siły Dithmarschen zmuszone były liczyć tylko na siebie. Żadne ze sprzymierzonych z nimi miast hanzeatyckich, a także arcybiskup Bremy Jan z Rode nie przysłali im pomocy militarnej. Dlatego też licząca 12 000 ludzi armia duńska górowała nad przeciwnikiem liczebnością.

### Czarna Gwardia
Główne siły armii składały się z 4000 landsknechtów z tzw. magna quardia zwana też Wielką Gwardią, Niemiecką Gwardią, Saksońską Gwardią czy też przede wszystkim Czarną Gwardią. Była to elitarna jednostka wojskowa, na którą składał się regiment landsknechtów z Niderlandów, operujących na północnym wybrzeżu fryzyjsko-saskim i wyspecjalizowanych w operacjach przeciwko powstańczym chłopom. Żołnierze gwardii pochodzili z różnych krajów, oficerami byli Niemcy. Czarna Gwardia słynęła ze swojej nieustępliwości oraz okrucieństwa na polu walki. W roku 1493 walczyła po stronie Maksymiliana przeciwko Geldrii. Od roku 1497 gwardia służyła duńskiemu królowi m.in. w walce z regentem szwedzkim Stenem Sture Starszym.
Gwardia zorganizowana była w osiem kompanii w łącznej sile około 2000 ludzi. Na czele wojska stał Thomas Slentz, który zastąpił poległego w jednej z wcześniejszych akcji Nithardta Fuxa. Każda z kompanii posiadała dwóch ludzi grających na piszczałkach oraz werblach. Czarna Gwardia była związkiem wojsk piechoty, uzbrojonych w 3–5 metrowe piki. Oprócz tego żołnierze posiadali halabardy i miecze o podwójnym ostrzu, niektórzy mieli też hakownice. Do osłony mieli pancerze i zbroje. Ich formacja wojskowa przypominała falangę. Ubrania i emblematy były bardzo barwne. W jednej z pieśni ludowych opisana jest zbroja Slentza, cała w kolorach czerwieni i złota.
Z tyłu za Czarną Gwardią maszerowała pozostała część armii, składająca się głównie z poddanych króla. Do służby przyciągała ich możliwość pozyskania łupów. Wśród tej grupy znajdowała się jazda szlachecka. Armię uzupełniała artyleria składająca się z niewielkich działek, a także tabor, gdzie znajdował się król i jego brat.

### Kampania Jana II
11 lutego armia Jana II przekroczyła granicę z Dithmarschen. Nie spodziewając się ataku, chłopi nie wystawili początkowo do obrony większych sił. Poza tym poważnie obawiali się wystąpienia przeciwko armii królewskiej w otwartym polu. Powstańcy byli mimo to w posiadaniu strategicznie ważnych punktów w całym kraju. 12 lutego armia króla duńskiego zajęła Windbergen a dzień później Meldorf, chroniony przez bardzo nieliczne siły. Obrońcy miasta po krótkim oporze rzucili się do ucieczki. Następnie wojska królewskie weszły do miejscowości Danebrog, którą splądrowały, nie oszczędzając kościołów. Tutaj (według ówczesnych przekazów) dopuściły się okrucieństw, zabijając wszystkich mieszkańców, którzy nawinęli się im pod rękę. Masakra ta wzbudziła w mieszkańcach powiatu chęć zemsty, a nienawiść budziły kolejne akcje najeźdźców. W Meldorfie armia króla duńskiego pozostała do 17 lutego. Król, który ufał swojej ogromnej przewadze wobec sił prostych chłopów, dał rozkaz do dalszego marszu. Trudne warunki pogodowe, utrudniały jednak marsz wojska wyposażonego w artylerię. Slentz widząc trudności zaprotestował przeciwko dalszemu marszowi. Chłopom pozostały trzy możliwości: natychmiastowa kapitulacja, wycofanie się do dobrze bronionego Büsum lub też wydanie bitwy królowi. Jednak Büsum nie byłaby w stanie pomieścić wszystkich obrońców, a kapitulacja nie wchodziła w grę.
Teren powiatu pokryty był licznymi grzęzawiskami. Ze wschodu w kierunku Dithmarchen prowadziła zaledwie jedna droga. Okoliczne wydmy otoczone był licznymi rowami odpływowymi. Można je było przekroczyć przy pomocy mostów czy rozłożonych drew. Rowy można było w każdej chwili wypełnić wodą, przez otwarcie śluz. Armii króla duńskiego przeszkadzała także odwilż. Chłopi dysponowali jednak poważnym atutem, znali dokładne położenie rowów i stałego gruntu, posiadali zatem wiedzę o terenie, którą nie dysponował przeciwnik.

## Bitwa

### Przygotowania do bitwy
Król duński spodziewał się łatwego pokonania chłopów. Od swoich wywiadowców dowiedział się o drodze prowadzącej w kierunku Heide i Lunden. Na czele powstańców stał tymczasem pochodzący z Holandii Wulf Isebrand, który podjął decyzję rozbudowy stanowisk obronnych. W nocy poprzedzającej nadejście przeciwnika, siły z Dithmarschen zbudowały szańce w Dusenddüwelswarf, w poprzek głównej drogi prowadzącej do Hemmingstedt. Ruchy powstańców były w tym miejscu mocno ograniczone, dlatego otworzono śluzy. Po tym chłopi skryli się za szańcami, oczekując nadejścia wroga. Wielu powstańców prowadziło styl walki podobny do Czarnej Gwardii, posiadało też podobne uzbrojenie: piki, halabardy i długie noże, a także niewielką artylerię wykorzystaną do ostrzału przeciwnika z obu stron barykady.
W Meldorf króla duńskiego potajemnie odwiedził jeden z miejscowych zarządców Carsten Kolm, który pokazał monarsze drogę do Lunden. Człowiek ten w niektórych pieśniach z tego okresu określany jest jako zdrajca, który nie został po bitwie stracony, lecz dalej występował jako przedstawiciel swojego landu. Jan II zdecydował się pomaszerować za radą zarządcy, nie licząc się z ostrzeżeniem Slentza.

### Zagłada Czarnej Gwardii
17 lutego nadeszła armia króla duńskiego, której długość liczyła w marszu 9½ kilometra długości. Należy przypuszczać, że gdy Czarna Gwardia dotarła do szańców, większa część armii była jeszcze w Meldorfie.
Powstańcy w sile 6000 ludzi zdjęli hełmy i zbroje. Zrobili to z uwagi na łatwiejsze poruszanie się w bardzo trudnym, grząskim terenie. Podejmowali też wypady przeciwko Gwardii a swoje piki wykorzystywali do sprawnego przekraczania podmokłego terenu. W ten sposób podczas napierającej ze śluz wody byli bardziej ruchliwi od przeciwnika, zmuszając go do odwrotu. Starali się też podejmować ataki na artylerię przeciwnika transportowaną na końcu kolumny rycerskiej. Dopiero przy dużych stratach własnych, cel ten zakończył się powodzeniem. Gwardia zareagowała na to gwałtownym atakiem na szańce, zamierzając je okrążyć. Tę nieudana akcję przeprowadziła grupa Slentza, która została mocno zdziesiątkowana. Slentz poległ w ataku, oprócz niego życie straciło też kilku dowódców oraz dwóch komisarzy Krummendieck i Erichs. Slentz pozostał jedynym żołnierzem Czarnej Gwardii, którego będą później pozytywnie wspominać ludowe pieśni Dithmarschen, podkreślając jego męstwo i uznając go za bohatera tragicznego. Następnie powstańcy przypuścili kontratak na Gwardię, rozbijając ją całkowicie. Resztki ocalałych wycofały się w pośpiechu. Nie mniejsze straty poniosły wojska landwehry, zaatakowanej przez rozochoconych zwycięstwem nad Gwardią chłopów. Komu nie udało się uciec, zginął od piki lub utonął w głębokich rowach napełnionych wodą. Jazda próbowała powstrzymać co prawda uciekającą piechotę, jednak gdy to nie powiodło się, sama przystąpiła do walki. Chłopi zaatakowali konie, co zahamowało atak przeciwnika, zaatakowana jazda zepchnięta została do rowów gdzie również potonęła.

### Koniec bitwy
Bitwa trwała trzy godziny. Armia króla duńskiego poniosła klęskę. Po starciu wynik bitwy interpretowano jako karę boską dla napastników. Przyczyniły się do tego także legendy, opowiadające o pojawieniu się w miejscu bitwy fryzyjskiej bohaterki Thelsy z Hochwöhrden, trzymającej sztandar. W ówczesnych pieśniach ludowych twierdzi się, że powstańcy przywołali Matkę Boską, podczas gdy przeciwnik nie posiadał żadnych potężnych protektorów. Klęska armii najeźdźców była całkowita. Wśród poległych znajdowali się obaj hrabiowie z Oldenburga oraz wielka liczba szlachty. Zginął też chorąży Hans von Ahlefeldt a jego słynny sztandar Dannebrog dostał się w ręce zwycięzców. Sztandar został później wystawiony w kościele w Wöhrden.
Zwycięzcy nie dali przeciwnikowi pardonu. Zabijali każdego rannego wroga, grabili i kaleczyli zwłoki. Niemalże wszystkie z rodzin szlacheckich ze Szlezwika-Holsztynu, popierające króla duńskiego, straciły kogoś bliskiego. Zwłoki szlachty pozostawiono niepochowane w przeciwieństwie do reszty poległych. Dopiero po dłuższych rozmowach zagwarantowano wszystkim pochówek. Królowi z otoczeniem ledwo udało się uciec, po zepchnięciu do wody wozów taboru. Wynik bitwy – zwycięstwo chłopów nad rycerstwem wzbudził sensację w całym kraju.
15 maja zawarto porozumienie pokojowe, gwarantujące Dithmarschen niezależność. Bitwa osłabiła znacznie króla, który rok później uległ łatwo Szwedom. Dopiero w 1559 powiat Dithmarschen został ostatecznie podbity.
Do źródeł mówiących o bitwie należy znaczna liczba ówczesnych pieśni ludowych. Także w Danii w pieśniach wspomina się o bitwie z Dithmarschen. Znanych jest łącznie 16 pieśni. 13 z nich pochodzi z Niemiec, dwie z Danii, jedną spisano po łacinie.
Bitwa do dzisiaj stanowi chlubny rozdział w historii Dithmarschen. W miejscu jej rozegrania powstał pomnik upamiętniający to wydarzenie.